# Milesia semiluctifera
Milesia semiluctifera là một loài ruồi trong họ Ruồi giả ong (Syrphidae). Loài này được Villers mô tả khoa học đầu tiên năm 1789. Milesia semiluctifera phân bố ở vùng Cổ Bắc giới